# The Campbells Are Coming
The Campbells Are Coming est un film muet américain réalisé par Francis Ford et sorti en 1915.

## Fiche technique
- Réalisation : Francis Ford
- Scénario : Grace Cunard, d'après une histoire de Emerson Hough
- Production : Francis Ford
- Durée : 40 minutes
- Date de sortie :  États-Unis : 18 octobre 1915

## Distribution
- Francis Ford : Nana Sahib
- Grace Cunard : Mary McLean
- Ervin Denecke : Colin Campbell
- Duke Worne : Azimooah
- Harry Schumm : le fiancé de Mary
- Lew Short : le père de Mary
- John Ford
- Mark Fenton